# Bromus granatensis
Bromus granatensis är en gräsart som beskrevs av Aimée Antoinette Camus. Bromus granatensis ingår i släktet lostor, och familjen gräs. Inga underarter finns listade i Catalogue of Life.